# Двадцать пять пенсов (Великобритания)
Памятные британские монеты номиналом в двадцать пять пенсов были выпущены четырьмя партиями к четырём значимым событиям в британской истории: в 1972 году, к 25-летию свадьбы королевы Елизаветы II и принца Филиппа, герцога Эдинбургского, в 1977 году, 25 лет правления королевы Елизаветы II, в 1980 году, 80 лет матери королевы Елизаветы, в 1981 году, свадьба принца Уэльского и леди Дианы Спенсер. После перехода монетной системы Великобритании к десятичной системе, монета в 25 пенсов унаследовала размер традиционной британской кроны, с тем же номиналом в четверть фунта стерлингов.
Монеты были выпущены в памятных целях, их коллекционная ценность намного больше номинала, но они все равно остаются законным платёжным средством и обязательны к приёму почтовыми отделениями. Монеты весят 28,28 грамма и имеют диаметр 38,61 мм.
Выпуск монет номиналом в двадцать пять пенсов был прекращён после 1981 года из-за высоких затрат изготовления таких крупных монет с таким маленьким номиналом на Королевском монетном дворе. С 1990 года выпускается памятная монета номиналом в пять фунтов стерлингов, являющаяся новым вариантом традиционной британской кроны, имеющая те же размеры и вес, но номиналом в двадцать раз больше.

## Описание
Монеты в 25 пенсов были выпущены четырьмя тиражами на памятные даты:

Монета в 25 пенни с изображением королевы Елизаветы II на аверсе, леди Дианы Спенсер и принца Чарльза на реверсе. 1981 год

| Год  | Аверс | Реверс | Описание | Гравёр                       | Тираж      |
| ---- | --- | --- | --- | ---------------------------- | ---------- |
| 1972 | Стандартный портрет королевы Елизаветы II руки Арнольда Машена с надписью «D · G · REG · F · D · ELIZABETH II» | Инициалы Королевы Елизаветы и с цветочной гирляндой, с обнажённой фигурой Эроса в центре, на ней надпись «Елизавета и Филипп 20 ноября 1947—1972 гг.» | Выпуск монету был приурочен к юбилею свадьбы Её Величества Королевы Елизаветы II и Его Королевского Высочества герцога Эдинбургского Филиппа                                                                                        | Арнольд Машен                | 7 452 000  |
| 1977 | В честь 25-летнего юбилея правления Елизаветы II                                                               | Портрет королевы Елизаветы II верхом на коне, надпись «ELIZABETH II DG · · REG FD 1977» | На реверсе изображены королевские регалии: Ампулла (Ampulla, 1661) — сосуд в форме орла с распростёртыми крыльями, и Коронационная ложечка (The Coronation Spoon, XII или XIII век), до сих пор используемые для коронации королевы | Арнольд Машен                | 37 061 000 |
| 1980 | Стандартный портрет королевы Елизаветы II руки Арнольда Машена с надписью «D · G · REG · F · D · ELIZABETH II» | На реверсе изображена Елизавет Боуз-Лайон, портрет королевы-матери окружён изображениями луков и львов, каламбур на её девичью фамилию англ. Bowes-Lyon (букв. Луки-Львы). Надпись гласит: «Елизавета, королева-мать 4 августа 1980». Дизайн реверса был разработан профессором Ричардом Гаяттом | В честь 80-летия королевы-матери Елизаветы Боуз-Лайон | Арнольд Машен и Ричард Гаятт | 9 478 000  |
| 1981 | Стандартный портрет королевы Елизаветы II руки Арнольда Машена с надписью «D · G · REG · F · D · ELIZABETH II» | Портрет леди Дианы Спенсер в профиль, на переднем плане портрет принца Чарльза в профиль, надпись: «Его Королевское Высочество принц Уэльский и леди Диана Спенсер 1981». Реверс разработал Филипп Натан                                                                                         | В честь свадьбы принца Чарльза и леди Дианы Спенсер | Арнольд Машен и Филипп Натан | 27 360 000 |